# Evolutiebiologie

De darwinvinken door Gould, 1845

Evolutiebiologie is het vakgebied binnen de biologie dat zich bezighoudt met het bestuderen van de evolutie. In de evolutiebiologie richt men zich op het onderzoek naar mechanismen van evolutie en natuurlijke selectie, en het achterhalen van de evolutionaire geschiedenis van bestaande en fossiele levensvormen.
De moderne evolutiebiologie is een interdisciplinair vakgebied dat inzichten uit uiteenlopende levenswetenschappen integreert, waaronder genetica, ecologie, systematiek en paleontologie. Uit fossiele resten van uitgestorven organismen kan  men veel te weten komen over de snelheid en aard van evolutionaire ontwikkelingen. Aan de hand van DNA-sequenties kunnen evolutiebiologen zeer precies verwantschappen vaststellen en evolutionaire stambomen reconstrueren. Toepassingen van evolutiebiologie bevinden zich onder andere in de socioculturele evolutie van de mens, de evolutionaire psychologie, maar ook de informatica en bio-informatica.
Onderzoek in de evolutiebiologie is relatief breed en omvat onderwerpen als adaptatie, moleculaire evolutie (de mechanismen waarmee genomen evolueren), en de 'aandrijvers' van evolutionaire verandering: genetische drift, seksuele selectie en gene flow. Een nieuwe tak binnen de evolutiebiologie, de evolutionaire ontwikkelingsbiologie (evo-devo), onderzoekt hoe de embryonale ontwikkeling wordt aangestuurd en hoe deze ontwikkelingprocessen in de loop van de evolutie zijn ontstaan en behouden.

## Geschiedenis

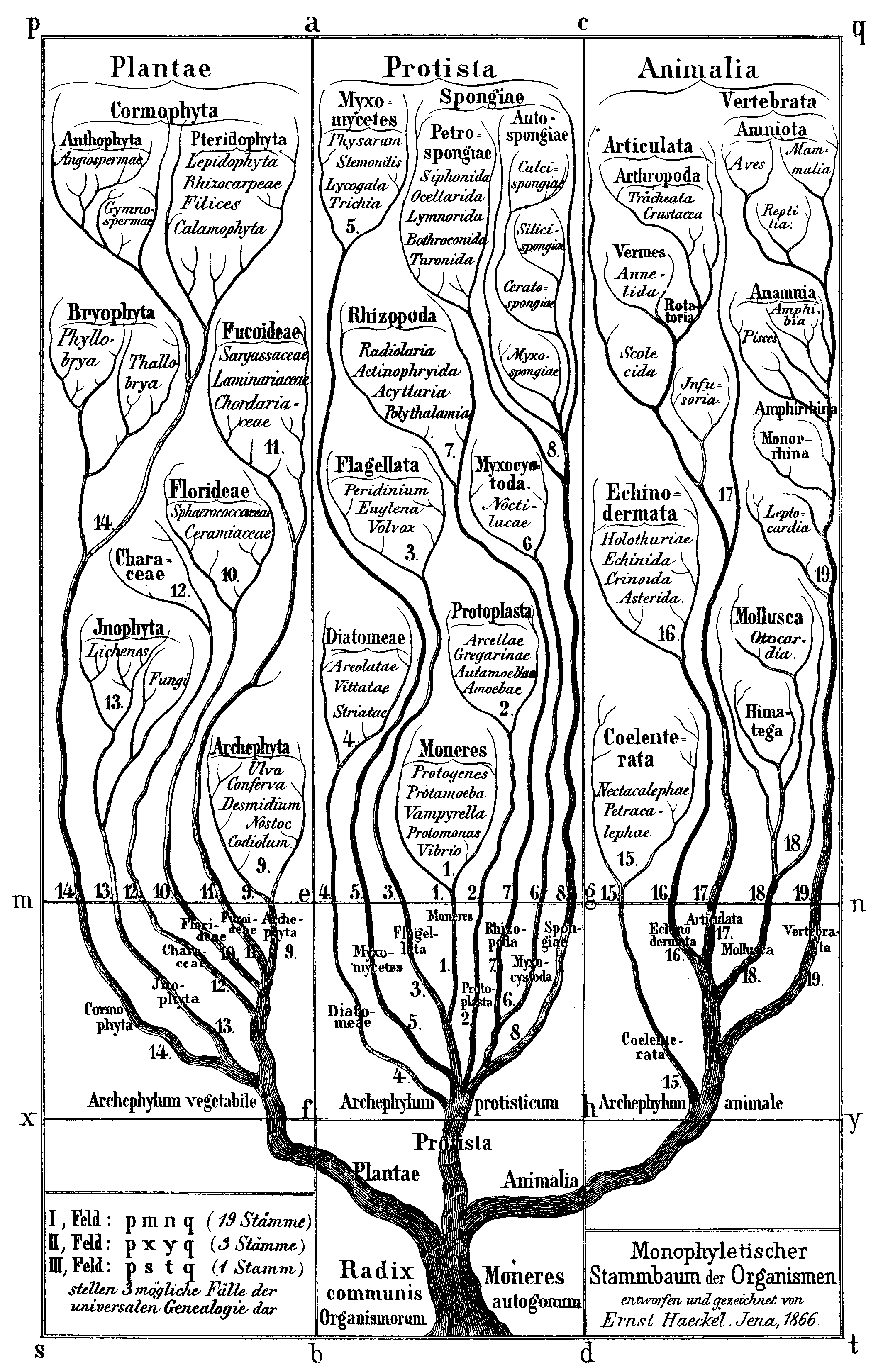
Fylogenetische stamboom van het leven volgens Ernst Haeckel, 1866

Het idee dat de natuur niet onveranderlijk is, maar door middel van evolutie van soorten steeds verandert, leefde al onder sommige natuurfilosofen uit de Griekse Oudheid. De publicatie van Charles Darwins On the origin of species (1859) pas voor algemene acceptatie dat soorten evolueren. Rond dezelfde tijd kwam Gregor Mendel met zijn erfelijkheidswetten. Darwins principe van natuurlijke selectie werd echter pas in de jaren 30 van de twintigste eeuw gecombineerd met Mendels wetten (de zogenaamde moderne synthese), waardoor de populatiegenetica ontstond.
Evolutiebiologie werd pas een zelfstandig academisch vakgebied met de opkomst van de populatiegenetica. Ontdekkingen in de genetica en evolutionaire ontwikkelingsbiologie in de jaren negentig zorgden voor steeds betere methoden om evolutionaire verwantschappen vast te stellen. Veel universiteiten hebben hun biologiedepartementen tegenwoordig ingedeeld in een afdeling "moleculaire- en celbiologie" en een afdeling "evolutiebiologie en ecologie".
Bij microbiologie, de studie van micro-organismen, was het moeilijk verwantschappen tussen soorten aan te tonen door het gebrek aan voldoende duidelijke morfologische kenmerken. Tegenwoordig kan ook op dit vlak evolutiebiologie toegepast worden dankzij de opkomst van de genomica en de betere kennis van de fysiologie van micro-organismen. Bij virussen kunnen om dezelfde redenen steeds nauwkeuriger de evolutionaire verwantschappen onderzocht worden. Omdat deze organismen een zeer snelle opeenvolging van generaties hebben, kan biologische evolutie van deze soorten in laboratoria worden waargenomen.